# ۱۰۳پی/هارتلی
دنباله‌دار هارتلی ۲ ((به انگلیسی: 103P/Hartley)) با نامگذاری رسمی ۱۰۳پی/هارتلی از سوی مرکز بررسی ریزسیاره‌ها، دنباله‌دار دوره‌ای کوچکی با تناوب مداری ۶٫۴۶ سال است. این دنباله‌دار توسط ملکم هارتلی در سال ۱۹۸۶ در واحد تلسکوپ اشمیت، در رصدخانهٔ سایدینگ اسپرینگ، استرالیا کشف شد. قطر آن ۱٫۲ تا ۱٫۶ کیلومتر (۰٫۷۵ تا ۰٫۹۹ مایل) برآورد شده‌است.
هارتلی ۲؛ به عنوان بخشی از مأموریت کاوشگر فضایی اپوکسی (EPOXI)، هدف یک پرواز کناری فضاپیمای برخورد ژرف (فضاپیما) در در ۴ نوامبر ۲۰۱۰ بود٬ که به عنوان بخشی از مأموریت گستردش‌یافتهٔ خود، قادر به نزدیک شدن به فاصلهٔ ۷۰۰ کیلومتری هارتلی ۲ شد. تا نوامبر ۲۰۱۰، هارتلی ۲ کوچک‌ترین دنباله‌داری است که از آن بازدید شده‌است. این پنجمین دنباله‌داری است که تا آن زمان توسط فضاپیما مورد بازدید قرار گرفته، و دومین دنباله‌داری است که توسط فضاپیمای برخورد ژرف بازدید شد. نخستین بازدید در ۴ ژوئیه ۲۰۰۵ از دنباله‌دار تمپل ۱ بوده‌است.
این دنباله دار در ۱۷ مهر ۱۴۰۲ خورشیدی با قدر ۷ در موقعیت رصدی مناسبی قرار می‌گیرد و در ۲۱ مهر ۱۴۰۲ در مقارنه ۰/۲ درجه ای با سحابی اسکیمو خواهد بود.